# Latin jazz
Latin jazz is een muziekstijl die Latijns-Amerikaanse ritmes combineert met jazz uit de Verenigde Staten. De term werd in de jaren 1960 bedacht door trompettist Jerry Gonzalez, aanzienlijk later dan de geboorte van deze muziek.
De twee belangrijkste categorieën zijn de Braziliaanse latin jazz en de Afro-Cubaanse latin jazz.
- latin jazz omvat Braziliaanse bossanova of samba.
- Afro-Cubaanse jazz omvat salsa, merengue, Cubaanse son songo, mambo en chachacha.

## Afro-Cubaanse jazz
Op 30 mei 1943 introduceerde Mario Bauza de Afro-Cubaanse jazz in de New Yorkse Park Palace Ballroom. De avond voordien in de club La Conga speelde Luis Varona de intro van El Botellero, bijgestaan door bassist Julio Andino.

## Cubop
In de late jaren 1940 gingen muzikanten als Dizzy Gillespie, Stan Kenton, Charlie Parker en Cab Calloway jazz spelen in latinogroepen, en anderen zoals Machito namen Afro-Cubaanse ritmes op in hun muziek waardoor de Cubop, Cubaanse bebop ontstond, later bekend als latin jazz.

## Descargas
In de jaren 1950 werd de descarga (letterlijk: ontladen) geboren, in de jazz bekend als jamsessie. Bebo Valdés en daarna Chucho Valdes, Peruchín, Tata Guines en Israël "Cachao" López maakten er verschillende opnames van voor de platenlabels Decca, Panart en Gema.

## Standards
Enkele populaire jazzstandards in deze stijl zijn: Perdido, Caravan en Manteca door Dizzy Gillespie, Con alma, St. Thomas, Little Suede Shoes, Tico Tico, Afro-Blue.